# Lista odcinków serialu anime Doraemon (2005)
Poniżej znajduje się lista odcinków serialu anime Doraemon (wersja z 2005 roku), które powstało na podstawie mangi o tej samej nazwie, autorstwa Fujimoto Hiroshi i Motoo Abiko.  W Japonii anime jest emitowane od 15 kwietnia 2005 roku przez TV Asahi. W Polsce jest emitowany od 20 stycznia 2014 roku w Disney XD.

## Sezon 1 (2005)
| # | Tytuł | Premiera             | Premiera          |
| --- | --- | -------------------- | ----------------- |
| S01 | Benkyō beya no tsuribori / Taimu mashin ga nakunatta!! / Omoidase! Ano hi no kandō (勉強べやの釣り堀 / タイムマシンがなくなった！！ / 思い出せ！あの日の感動)     | 15 kwietnia 2005     |                   |
| | |                      |                   |
| 01 | Lenistwo / Żona Nobity Noronoro, jitabata / Nobita no oyome-san (のろのろ、じたばた / のび太のおよめさん)                                                         | 22 kwietnia 2005     | 28 stycznia 2014  |
| Lenistwo: Doraemona coraz bardziej zaczyna irytować lenistwo i nieuctwo Nobity. Postanawia coś z tym zrobić. Prezentuje mu kolejny ze swoich gadżetów, dwie butelki perfum "Zapach szybki i wolny", pierwszy powoduje, że człowiek przyśpiesza, a drugi, że spowalnia. Doraemon prosi go by użył pierwszej butelki by szybciej zrobił pracę domową. Chłopak nalega by jego kolega pierwszy wypróbował zapach. Po raz kolejny wszystko wymyka się spod kontroli. Żona Nobity: Po raz kolejny Nobita dostaje w szkole jedynkę od nauczyciela. Denerwuje go, że chłopak znów niczego się nie nauczył. Podaje też w wątpliwość, czy chłopak będzie miał się czym chwalić swoim dzieciom. W drodze do domu Suneo i Gian naśmiewają się, że Nobita nigdy nie będzie miał żony. O wszystkim opowiada Doraemonowi. Kot-robot wpada na pomysł by polecieć do przyszłości z Nobitą i zobaczyć czy w ogóle, a jeśli tak to kim będzie jego przyszła żona.                     | |                      |                   |
| 02 | Przycisk dyktatora Dokusai Suitchi (どくさいスイッチ) | 29 kwietnia 2005     | 29 stycznia 2014  |
| Przycisk dyktatora: Drużyna, do której należy Nobita, przegrywa kolejny mecz Baseball'a. Gian obwinia o porażkę Nobitę, po czym wyżywa się na nim. Chłopak o wszystkim opowiada Doraemonowi. Ten daje mu "Przycisk dyktatora", za pomocą którego może usunąć czyjeś istnienie. Nie umyślnie usuwa on Giana, Suneo, a następnie wszystkich ludzi. Chłopak na początku cieszy się z zaistniałej sytuacji, jednak z czasem coraz bardziej doskwiera mu samotność. | |                      |                   |
| 03 | Generator strasznych fal dźwiękowych / Przepustka do wszędzie Kyō Onpa Hasshinki / Ōrumaitī Pasu (驚音波発振機 / オールマイティーパス)                            | 6 maja 2005          | 4 lutego 2014     |
| Generator strasznych fal dźwiękowych: Gian śpiewa dla swoich kolegów. Wszyscy z trudem to wytrzymują. Następnego dnia Gian chodzi wkurzony po osiedlu. Nobita przybiega zdenerwowany do domu. Wtedy okazuje się, że w jego domu zalęgły się szczury i Doraemon dostaje świra. Ze swojej kieszonki wyciąga maszynę do odstraszania szkodników jednak zgubił gdzieś nagrania ze strasznymi dźwiękami. Nobita wpada na pomysł jak wykorzystać śpiew Giana. Przepustka do wszędzie: Doraemon robi przegląd swojej kieszonki i wyrzuca część gadżetów. W pewnym momencie znajduje swoją "Przepustkę do wszędzie" dzięki, której można wejść gdziekolwiek, jeździć czymkolwiek itp. Zostało jeszcze 5 godzin do upłynięcia terminu ważności. Bez zgody Doraemona Nobita zabiera przepustkę. | |                      |                   |
| 04 | Magiczny kocyk / Dmuchawce lecą do nieba Taimu Furoshiki / Tampopo Sora o Iku (タイムふろしき / タンポポ空を行く)                                                 | 13 maja 2005         | 21 stycznia 2014  |
| Magiczny kocyk: W domu Nobity psuje się kilka rzeczy, lecz jego rodzinę nie stać na zakup tylu nowych egzemplarzy. Za pomocą tytułowego kocyka Doraemonowi udaje się przywrócić je do dawnej świetności. Wraz z Nobitą wpadają na pomysł by zebrać wszystkie zepsute przedmioty od znajomych by je naprawić i zachować dla siebie. O kocyku dowiadują się Suneo i Gian, którzy postanawiają wykorzystać go do swych celów. Dmuchawce lecą do nieba: Doraemon odkrywa, że w starym akwarium w pokoju Nobity wyrósł mlecz. Chłopak postanawia wynieść go na podwórko. Kot-robot prezentuje Nobicie "Fanta okulary", za pomocą których jest w stanie zrozumieć, co mówią zwierzęta oraz rośliny. Całkowicie wciąga się w opiekę nad mleczem uciekając przy tym od codziennych problemów. | |                      |                   |
| 05 | Bardzo tajna operacja / Cześć, ufoludki! (Hi) Supai Daisakusen / Harō Uchūjin (（秘）スパイ大作戦 / ハロー宇宙人)                                                 | 20 maja 2005         | 22 stycznia 2014  |
| Bardzo tajna operacja: Nobita zbija wazon w szkole. Za namową Suneo postanawia nic o tym nie mówić nauczycielowi. Chłopak wykorzystuję tę tajemnicę do rozkazywania Nobicie. Przerażony wykonuje wszystkie polecenia Suneo. Po powrocie do domu opowiada o wszystkim Doraemonowi. Chłopak wraz z Doraemonem udają się do szkoły by naprawić szkody. Teraz przyszła pora zemsty na Suneo. Cześć, ufoludki!: Chłopakom doskwiera głód. Suneo pokazuje reszcie jak łatwo zdobyć jedzenie. Udaje się do pewnego mężczyzny, który jest wielkim maniakiem UFO. Za opowieść dziecka daję mu melona i zimny napój. Okazuje się, że Suneo wszystko zmyślił przy okazji chłopaki dowiadują się o możliwości zarobienia, gdy pokażą mężczyźnie dobrze zrobione zdjęcie UFO. Nobita wraca do domu i opowiada o tym Doraemonowi z którym postanawiają rozwinąć życie na Marsie by stworzyć prawdziwe ufoludki, które potem przylecą na ziemia i będzie im można zrobić zdjęcie. | |                      |                   |
| 06 | Podziemne państwo Nobity Nobita no Chiteikoku (のび太の地底国) | 27 maja 2005         | 8 kwietnia 2014   |
| Podziemne państwo Nobity: | |                      |                   |
| 07 | Lina zamiany miejsc / Jaiko, autorką komiksów Irekae Rōpu Monogatari / Mangaka Jaiko (入れかえロープ物語 / まんが家ジャイ子)                                      | 3 czerwca 2005       | 5 lutego 2014     |
| Lina zamiany miejsc: Shizuka wspomina jak gdy była mała zazdrościła Gianowi, Suneo i Nobicie jak wspinali się na drzewa. W drodze do domu dziewczyna opowiada Nobicie jak bardzo chciała by być chłopakiem, z kolei chłopakowi bardziej odpowiada życie dziewczyny. Za pomocą "Liny zamiany miejsc" Shizuka i Nobita zamieniają się swoimi ciałami. Jaiko, autorką komiksów: Gian przynosi komiks i daje go do przeczytania Nobicie. Chłopak wyśmiewa się z jego marnego poziomu po czym obrywa od Giana. Okazuje się, że jest to komiks jego siostry, Jaiko. Gdy rozpoczyna ona pracę nad nowym działem. Gian opowiada o tym kolegą i wymaga od nich pod groźbą zbicia by śmiali się następnym razem z komiksu komediowego Jaiko. Wszyscy zaczynają trenować śmiech. | |                      |                   |
| 08 | Doraemon pomnożony / Zapach serca Doraemon Darake / Kokorokoron (ドラえもんだらけ / ココロコロン)                                                                 | 10 czerwca 2005      | 23 stycznia 2014  |
| Doraemon pomnożony: Nobita podarował Doraemonowi talerz pełen jego ulubionych placuszków. Doraemon nie spodziewał się, że w zamian będzie musiał zrobić za chłopca pracę domową. Rano Nobita znajduje poturbowanego i rozwścieczonego Doraemona w pokoju w, którym panuje wielki bałagan. Nobita cofa się w czasie by dowiedzieć się na co wpadł jego kolega. Zapach serca: Nobita na wspólnym spacerze z Shizuką spotyka psa ze zniszczoną lalką w paszczy. Jakoś udaje im się mu ją odebrać. Po naprawieniu jej postanawiają z pomocą Doraemona odnaleźć jej starą właścicielkę. Używają do tego "Zapachu serca" by móc dowiedzieć się o czym myśli lalka. | |                      |                   |
| 09 | Szaleję za nią / Kolekcja kapsli Suki de Tamara nyai / Ōkan Korekushon (好きでたまらニャい / 王かんコレクション)                                                  | 17 czerwca 2005      | 17 marca 2014     |
| Szaleję za nią: Nobita zauważa, że ostatnimi czasy Doraemon dziwnie się zachowuje. Okazuje się, że kot-robot zakochał się w pewnej kotce i obawia się, że jej się nie spodoba. Nobita postanawia mu jakoś pomóc w podbojach sercowych, chce mu pokazać jak powinno się zachowywać względem dziewczyn. Doraemon jednak okazuje się być trudnym uczniem. Kolekcja kapsli:Suneo pokazuje kolegom swoją kolekcje znaczków w tym m.in. także swoje najcenniejsze okazy. Reszta także zaczyna opowiadać o rzadkich okazach w swoich kolekcjach. Nobita, jako jedyny nie ma się, czym pochwalić. Doraemon uświadamia chłopaka, że ma jedną kolekcje, kolekcje kapsli. Robot za pomocą wirusa plotkowego sprawia, że wszyscy zaczynają się interesować zbieraniem kapsli. Nobita w końcu ma się, czym chwalić przed resztą. | |                      |                   |
| 10 | Bardzo dziwne parasolki / Ciasteczka przemiany Okashina Okashina Kasa / Henshin Bisuketto (おかしなおかしなかさ / 変身ビスケット)                                 | 27 czerwca 2005      | 24 stycznia 2014  |
| Bardzo dziwne parasolki: Ciasteczka przemiany: | |                      |                   |
| S02 | Tenjōura no Uchū Sensō / Noroi no Kamera / Isshō ni Ichido wa Hyakuten o (一生に一度は百点を… / のろいのカメラ / 天井うらの宇宙戦争)                              | 1 lipca 2005         |                   |
| | |                      |                   |
| 11 | Krąg przyjaciół / Różdżka Wyluzuj-trochę Tomodachi no Wa / Maa Maa Bō (友だちの輪 / まあまあ棒)                                                                   | 8 lipca 2005         | 30 stycznia 2014  |
| Krąg przyjaciół: Podczas gry w Baseball chłopacy przez przypadek zbijają szybę panu Kaminari. Mężczyzna krzyczy na chłopaków i rozkazuje im się przenieść gdzie indziej. Nobita, Gian i Suneo przenoszą się na boisko baseballowe nad jeziorem gdzie spotykają piękną i wysportowaną dziewczynkę. Okazuje się ona być krewną pana Kaminari, który nie cierpi chłopaków. Nobita próbuje się jakoś do niej zbliżyć. Używa do tego kolejnego gadżetu Doraemona. Różdżka Wyluzuj-trochę: Nobita ma już dość, że wszyscy na niego ciągle krzyczą. Doraemon podarował mu "Rożdżkę Wyluzuj-trochę". Gdy tylko przyłoży się ją komuś do ust mówiąc słowa "wyluzuj trochę" zapomina on od razu dlaczego był zły. Nobita postanawia stanąć za pomocą różdżki w obronie wszystkich dzieci, których terroryzuje Gian. | |                      |                   |
| 12 | Mūdo Moriage Gakudan Tōjō! / Shizuka-chan Sayōnara (ムードもりあげ楽団登場！ / しずかちゃんさようなら)                                                            | 15 lipca 2005        |                   |
| | |                      |                   |
| 13 | Zawodowiec / Źródło drwala Korobashiya / Kikori no Izumi (ころばし屋 / きこりの泉)                                                                                | 29 lipca 2005        | 10 lutego 2014    |
| Zawodowiec: Źródło drwala: | |                      |                   |
| 14 | Wielka przepowiednia Doraemona / Dziewczyna jak biała lilia Doraemon no Dai Yogen / Shira Yuri no Yōna Onnanoko (ドラえもんの大予言 / 白ゆりのような女の子)       | 5 sierpnia 2005      | 11 lutego 2014    |
| Wielka przepowiednia Doraemona: Dziewczyna jak biała lilia: | |                      |                   |
| 15 | Polowanie na cień / Chleb zapamiętywania Kagegari / Tesuto ni Anki-pan (かげがり / テストにアンキパン)                                                            | 12 sierpnia 2005     | 31 stycznia 2014  |
| Polowanie na cień: Jest wielki skwar. Tata Nobity prosi swojego syna o pomoc przy pieleniu ogródka. Jednak jemu zbytnio nie pali się do pomocy. Prosi on o pomoc Doraemona. Za pomocą "Nożyc do cienia" kot odcina cień chłopca. Cień spełnia wszystkie ich polecenia jednak z czasem zyskuje powoli własną świadomość. Chleb zapamiętywania: Nobita boi się klasówki, która czeka go następnego dnia. Poprzednio gdy dostał zera z dwóch klasówek mama oznajmiła mu, że gdy następnym razem zawali test przestanie dostawać kieszonkowe. Doraemon podarował mu "Chleb zapamiętywania". Gdy położy się go na stronie jakieś książki lub zeszytu chleb kopiuje jej zawartość. Gdy się ją zje zapamiętuje się wszystko co się na nią skopiowało. Nobita cieszy się z możliwości zdania jutrzejszych testów. | |                      |                   |
| 16 | Kodōgu Kyōsō / Kaidan Rampu (古道具きょう争 / 怪談ランプ) | 19 sierpnia 2005     |                   |
| | |                      |                   |
| 17 | Yume Fūrin / Kisekae Kamera (ゆめふうりん / きせかえカメラ) | 26 sierpnia 2005     |                   |
| | |                      |                   |
| 18 | Naprzód, przodkowie! Gosenzo-sama Gambare (ご先祖さまがんばれ) | 2 września 2005      | 24 marca 2014     |
| Naprzód, przodkowie!: Suneo pokazuje swoim kolegom samurajskie miecze należące do jego przodków. Nie byli oni zwykłymi wojownikami, lecz przedstawicielami najwyższej rangi. W drodze do domu Shizuka i Gian rozmawiają o swoich przodkach. Nobita jako jedyny nic nie wie. W domu dowiaduje się, że jego przodek był najzwyklejszym myśliwym. Nobita wraz z Doraemonem cofają się w czasie by z przodka chłopaka zrobić wielkiego samuraja. | |                      |                   |
| 19 | Pasikonik przebaczenia / Nobita chłopak Jaiko Peko Peko Batta / Jaiko no koibito = Nobita (ペコペコバッタ / ジャイ子の恋人＝のび太)                               | 9 września 2005      | 9 kwietnia 2014   |
| Pasikonik przebaczenia: Nobita chłopak Jaiko: | |                      |                   |
| 20 | Anioł stróż / Mój dom jest coraz dalej Michibiki Enzeru / Ie ga Dandan Tookunaru (ミチビキエンゼル / 家がだんだん遠くなる)                                        | 16 września 2005     | 25 marca 2014     |
| Anioł stróż: Mój dom jest coraz dalej: | |                      |                   |
| 21 | Ach miłość, miłość, miłość! / Operacja: Śpiący Dekisugi Aa, Suki, Suki, Suki! / Dekisugi Gussuri Sakusen (ああ、好き、好き、好き！ / 出木杉グッスリ作戦)          | 23 września 2005     | 26 marca 2014     |
| Ach miłość, miłość, miłość!: Operacja: Śpiący Dekisugi: | |                      |                   |
| S03 | Mukashi wa yokatta / Takaraboshi (昔はよかった / 宝星) | 21 października 2005 |                   |
| | |                      |                   |
| 22 | Ayaushi! Raion Kamen / Nobita no Naga〜i Iede (あやうし！ライオン仮面 / のび太のなが〜い家出)                                                                     | 28 października 2005 |                   |
| | |                      |                   |
| 23 | Szczery Joe/Głowa Gorgony Shōjiki Tarō / Gorugon no Kubi (正直太郎 / ゴルゴンの首)                                                                                | 4 listopada 2005     | 27 marca 2014     |
| Szczery Joe: Głowa Gorgony: | |                      |                   |
| 24 | Kenjū Ō Kontesuto / Ookami Otoko Kurīmu (けん銃王コンテスト / おおかみ男クリーム)                                                                                 | 11 listopada 2005    |                   |
| | |                      |                   |
| 25 | Zegar pór roku / Świeca przekupstwa Ōru Shīzun Bajji / Wai Rō Sakusen (オールシーズン・バッジ / Ｙロウ作戦)                                                       | 18 listopada 2005    | 6 lutego 2014     |
| Zegar pór roku: Świeca przekupstwa: | |                      |                   |
| 26 | Kurō Miso / Muteki Konchū Tan (くろうみそ / 無敵コンチュー丹) | 25 listopada 2005    |                   |
| | |                      |                   |
| 27 | Roboko cię kocha / Siła głosu Roboko ga Aishiteru / Koe no Katamari (ロボ子が愛してる / 声のかたまり)                                                             | 2 grudnia 2005       | 28 marca 2014     |
| Roboko cię kocha: Siła głosu: | |                      |                   |
| 28 | Magnetyczna naklejka / W wygodnej skorupce ślimaka Enu·Esu Wappen / Den Den Hausu wa Kiraku dana (N・Sワッペン / デンデンハウスは気楽だな)                        | 9 grudnia 2005       | 10 kwietnia 2014  |
| Magnetyczna naklejka: W wygodnej skorupce ślimaka: | |                      |                   |
| S04 | Romans w śnieżnych górach (A) / ??? (B) / ??? (C) Yukiyama no Romansu / Rajikon Daikaisen / Ryūgūjō no Yōkakan (雪山のロマンス / ラジコン大海戦 / 竜宮城の八日間) | 31 grudnia 2005      | 17 lipca 2014 (A) |
| Romans w śnieżnych górach (A): W klasie Nobity dziewczyny wróżą sobie by dowiedzieć się, za kogo wyjdą w przyszłości. Chłopak zdradza Gianowi i Suneo, że jego największym marzeniem jest małżeństwo z Shizuką. Chłopcy wyśmiewają go twierdząc, że nie ma szans u wymarzonej dziewczyny. Nobita wraca do domu cały zdołowany. Doraemon by go pocieszyć pokazuje mu jak będą wyglądać jego oświadczyny w przyszłości. Nie wszystko idzie tak jakby Nobita chciał. ??? (B): ??? (C): | |                      |                   |

## Sezon 2 (2006)
| # | Tytuł | Premiera             | Premiera         |
| --- | --- | -------------------- | ---------------- |
| 29 | Dymny potwór z lampy / Przyjęcie sylwestrowe na plakacie Arabian Naito Rampu no Kemuri Obake / Kabegami no Naka de Shinnenkai (アラビアンナイト ランプのけむりオバケ / かべ紙の中で新年会) | 13 stycznia 2006     | 4 marca 2014     |
| Dymny potwór z lampy: Przyjęcie sylwestrowe na plakacie: | |                      |                  |
| 30 | Przeziębienie do oddania / Podróż do gorących źródeł Nazo no Hadaka Otoko Kono Kaze Utsushimasu / Onsen Ryokō (謎のはだかおとこ このかぜうつします / 温泉旅行)                             | 20 stycznia 2006     | 18 marca 2014    |
| Przeziębienie do oddania: Tata Nobity mimo silnego przeziębienia ma zamiar iść do pracy. Okazuje się, że ma ważny projekt do zrobienia. Zmęczony pada przed drzwiami domu. Nobita prosi Doraemona o pomoc. Dzięki „przewodnika przeziębienia” ma zamiar uzdrowić tatę chłopaka. Z wyglądu maszyna przypomina telefon na sznurku. Jej jedynym mankamentem jest, że osoba po drugiej stronie linii przejmie chorobę od chorego. Tą osobą zostaje Nobita. Postanawia przekazać swoją chorobę Gianowi jednak jego nigdzie nie ma. Podróż do gorących źródeł: Nobita i Doraemon spędzają czas na tropikalnej plaży, a następnie w dżungli. Okazuje się, że chłopcy używają maszyny generującej dowolny obraz w 3D. W tym samym czasie rodzice Nobity wykłócają się o wakacyjny wyjazd do gorących źródeł. Tata uważa, że nie powinni wyjeżdżać z powodu dużej ilości turystów i wysokich cen. Nobita i Doraemon wpadają na pomysł by dzięki swojej maszynie zmienić swój dom w gorące źródła. | |                      |                  |
| 31 | Ryżowe poletko / Kurtała wrażeń Tatami no Tambo / Over Over (タタミのたんぼ / オーバーオーバー)                                                                                            | 27 stycznia 2006     | 23 lipca 2014    |
| Ryżowe poletko: Nobita i Doraemon dostają od swojej mamy na przekąskę ciastka ryżowe. Wybucha pomiędzy nimi konflikt, gdy okazuje się, że liczba ciastek jest nieparzysta i jeden z nich będzie musiał zjeść o jedno więcej. Każdy z nich chcę nim właśnie być. Mama Nobity rozwiązuje konflikt zjadając ostatnie ciastko. Doraemon wpada na genialny pomysł by chłopacy sami sobie robili ciastka ryżowe, jednak potrzebują do tego składników. Okazuje się, że w domu nie mają ani grama ryżu. Dzięki jednemu z gadżetów z przyszłości chłopcy rozpoczynają swoją własną hodowlę ryżu. Kurtała wrażeń: Nobita narzeka, że otaczający go świat jest nudny i że o wiele bardziej woli zagłębiać się w świat mang i komiksów. Doraemon daje mu "kurtałę wrażeń”, dzięki której dla osoby ją noszącej cały świat wydaje się o wiele bardziej ciekawszy, a wszystko wokół staje się mocno przerysowanie np. karaluch zmienia się w skorpiona. Nobita wyrusza w poszukiwaniu zapierających dech w piersiach przygód. Po drodze spotyka Shizukę, która także chce do niego dołączyć. We dwójkę przeżywają od teraz przeróżne przygody. | |                      |                  |
| 32 | Atlasy rzeczywistych przykładów / Jak zrobić sobie Ziemię? Hommono Zukan / Chikyū Seizō Hō (ほんもの図鑑 / 地球製造法)                                                                     | 3 lutego 2006        | 19 marca 2014    |
| Atlasy rzeczywistych przykładów: Suneo obraża Nobitę, że z wyglądu przypomina wyraka. Chłopak cały szczęśliwy wraca do domu, myśląc, że wyrak to bardzo ładne stworzenie. Doraemon za pomocą jednego ze swoich atlasów rzeczywistych przykładów pokazuje Nobicie jak naprawdę wygląda wyrak. Z atlasów mogą wychodzić prawdziwe zwierzęta, rzeczy itd. Chłopak wyprasza by kot-robot pożyczył mu kilka swoich „magicznych” atlasów. Nobita chwali się kolegom swoim dobytkiem, nie spodziewa się jednak, że znajomi zabiorą mu je wszystkie. Zezłoszczony Doraemon rozkazuje chłopakowi je odzyskać za wszelką cenę. Jak zrobić sobie Ziemię?: Gian, Suneo i Nobita pokazują nawzajem swoje modele własnej roboty. Dzieło chłopaka jednak w żadnym stopniu nie dorównuje w żadnym stopniu do tego, co zrobiła tamta dwójka. Nobita prosi Doraemona o pomoc, ten jednak się nie zgadza. Chłopiec zaczyna grzebać w kieszeni robota. Udaje mu się wyciągnąć zestaw do robienia Ziemi. Doraemon i Nobita rozpoczynają tworzenie własnej Ziemi przy okazji dowiadując się o dziejach jej rozwoju. | |                      |                  |
| 33 | Laser ewolucji / Rozbitkowie prehistorii Shinka Taika Bīmu / Ō Mukashi Hyōryūki (大むかし漂流記 / 大むかし漂流記)                                                                          | 10 lutego 2006       | 3 lipca 2014     |
| Laser ewolucji: Rozbitkowie prehistorii: | |                      |                  |
| 34 | Kanał snów / Prehistoryczne znalezisko Yume no Channeru / Kyōryū no Ashiato Hakken (ゆめのチャンネル / 恐竜の足あと発見)                                                                   | 17 lutego 2006       | 12 maja 2014     |
| Kanał snów: Prehistoryczne znalezisko: | |                      |                  |
| S05 | Kami Kōsaku ga Ō Abare / Kyōryū ga Deta!? / Kyōryū-san Nihon e Dōzo (紙工作が大あばれ / 恐竜が出た / 恐竜さん日本へどうぞ)                                                                 | 24 lutego 2006       |                  |
| | |                      |                  |
| 35 | Shizen Kansatsu Puramo Shirīzu (自然観察プラモシリーズ) | 3 marca 2006         |                  |
| | |                      |                  |
| 36 | Mujintō no Dai Kaibutsu (無人島の大怪物) | 10 marca 2006        |                  |
| | |                      |                  |
| 37 | Shiritori Henshin Tamago / Sekki Jidai no Ōsama ni (しりとり変身卵 / 石器時代の王さまに)                                                                                                   | 17 marca 2006        |                  |
| | |                      |                  |
| S06 | Benkyō Beya no Ō Nadare / Kaseki Dai Hakken / Uchū Tāzan (勉強べやの大なだれ / 化石大発見 / 宇宙ターザン)                                                                                  | 24 marca 2006        |                  |
| | |                      |                  |
| 38 | Przybysze z przyszłości Mirai no Kuni kara Harubaru to (未来の国からはるばると) | 21 kwietnia 2006     | 13 maja 2014     |
| Przybysze z przyszłości: | |                      |                  |
| 39 | Yume no Machi Nobitarando / Rippa na Papa ni Naruzo!? (ゆめの町ノビタランド / りっぱなパパになるぞ)                                                                                        | 28 kwietnia 2006     |                  |
| | |                      |                  |
| 40 | Suneo Supermocny / Suneo Brat Idealny Esupā Suneo / Suneo wa Risō no Onīsan (エスパースネ夫 / スネ夫は理想のお兄さん)                                                                      | 5 maja 2006          | 14 maja 2014     |
| Suneo Supermocny: Suneo Brat Idealny: | |                      |                  |
| 41 | W ogień i do żołądka! / Wróć do nas, Pero! Tatoe I no Naka, Mizu no Naka / Pero! Ikikaette ((たとえ胃の中、水の中 / ペロ!生きかえって)                                                     | 12 maja 2006         | 27 stycznia 2014 |
| W ogień i do żołądka!: Shizuka przychodzi do domu Nobity i Doraemona. Opowiada im o tym jak przez przypadek zjadła drogi opal z pierścionka swojej mamy i prosi o pomoc. Za pomocą zmniejszającej się łodzi Doraemona chłopcy postanawiają wyciągnąć kamień z brzucha koleżanki. Wróć do nas, Pero!: Nobita dowiaduje się od Shizuki, że w czasie nocy zdechł jej pies Pero, z którym spędziła całe swoje życie. Chłopak odruchowo obiecuje jej, że jakoś ożywi jej psa przy pomocy gadżetów Doraemona. Kot-robot uświadamia chłopakowi, że jest to nie możliwe ale znajduje inny sposób by pomóc psu Shizuki. | |                      |                  |
| 42 | Fan klub / Zakochany Fībā! Gian F.C. (Fan Kurabu) / Gunnyari Gian (フィーバー!ジャイアンF・C(ファンクラブ) / グンニャリジャイアン)                                                         | 19 maja 2006         | 31 marca 2014    |
| Fan klub: Zakochany: | |                      |                  |
| 43 | Zeszyty, naklejki i kłopoty Nobity / Ludzka okładka Tōshi Shīru de Dai Pinchi / Ningen Bukku Kabā (透視シールで大ピンチ / 人間ブックカバー)                                                | 26 maja 2006         | 1 kwietnia 2014  |
| Zeszyty, naklejki i kłopoty Nobity: Nobita i Shizuka wyruszają w poszukiwaniu szopa. W pewnym momencie dobiega do nich Dekisugi. Podaje Shizuce pewien zeszyt. Zaciekawiony Nobita dopytuje się, co to jest. Dziewczyna odpowiada, że jest to ich sekret, po czym odchodzi zagadana z Dekisugim. Nobita wraca cały rozwścieczony do domu gdzie mama każe mu napisać list do wujka. Już po zaklejeniu koperty Nobita obawia się, że popełnił gdzieś jakiś błąd ortograficzny. Doraemon podarowuje mu „patrz-naklejki”, dzięki, którym na monitorze można zobaczyć, co jest napisane na rzeczy, do której przykleiło się daną naklejkę. Chłopak przykleja je do wszystkich zeszytów Dekisugiego by móc spisać później od niego zadania. Wśród nich znajduje się tajemniczy zeszyt, który Dekisugi i Shizuka dają sobie wzajemnie. Ludzka okładka: W szkole na zadanie domowe nauczyciel zadaje wypracowanie na podstawie przeczytanej książki. Nobita jest cały zbulwersowany gdyż normalnie nie czytuje niczego poza komiksami. Pożyczył nawet książkę od Shizuki, ale nie może się za nią zabrać. Doraemon podarowuje mu „Super ludzką okładkę”. Gdy komuś założy się ją na głowę i napiszę tytuł książki, którą dana osoba przeczytała człowiek ten zaczyna opowiadać na głos to, co przeczytał. Chłopak wyrusza w poszukiwania jakieś chętnej osoby do tego. | |                      |                  |
| 44 | Jaiko nie płacz / Jaiko i jej nowy komiks Nakuna, Jaiko yo / Jaiko no Shinsaku Manga (泣くなジャイ子よ / ジャイ子の新作マンガ)                                                             | 2 czerwca 2006       | 15 maja 2014     |
| Jaiko nie płacz: Jaiko i jej nowy komiks: | |                      |                  |
| 45 | Święto niepracy / Czy ktoś chce kota Nobitę? Gūtara no Hi / Neko no Nobita Irimasen ka (ぐうたらの日 / ネコののび太いりませんか)                                                           | 9 czerwca 2006       | 20 marca 2014    |
| Święto niepracy: Nobita jest zdenerwowany z powodu nadchodzącego czerwca, miesiąca, którego nie cierpi. Wszystko dlatego, że w czerwcu nie ma żadnych świąt ani wyjątkowych dni wolnych. Doraemon proponuje mu by za pomocą "Standardowego kalendarza japońskiego" chłopak stworzył swoje własne święto. Wszystko co się w nim zmieni, zmieni się także i w zwykłym kalendarzu. By stworzyć własne święto wystarczy tylko nakleić specjalną naklejkę na wybrany dzień. Nobita postanawia by od teraz 1 czerwca stał się "Narodowym Świętem Niepracy". Czy ktoś chce kota Nobitę? : Suneo, Shizuka, Nobita i Gian znajdują opuszczonego małego kotka. Wszyscy rozczulają się nad jego losem lecz nikt nie może go przygarnąć. W ostatniej chwili Nobita podejmuje decyzję i zabiera kotka do swojego domu, mimo że jego matka nie cierpi zwierząt. Chłopak postanawia w jakiś sposób ją przekonać do tego, że posiadanie zwierzęcia jest fajne, a same koty to tak naprawdę mądre stworzenia. We wszystkim pomaga mu Doraemon. | |                      |                  |
| 46 | Zamiana mam / Nobita zniknie? Mama o Torikaekko / Nobita ga Kiechau? (ママをとりかえっこ / のび太が消えちゃう)                                                                             | 16 czerwca 2006      | 2 kwietnia 2014  |
| Zamiana mam: Nobita zniknie?: | |                      |                  |
| 47 | Samotność w mieście przyszłości / Zegar wykonania planu Mirai no Machi ni Tada Hitori / Sukejūru Dokei (未来の町にただ一人 / スケジュールどけい)                                           | 23 czerwca 2006      | 16 maja 2014     |
| Samotność w mieście przyszłości: Zegar wykonania planu: | |                      |                  |
| S07 | Kyandī Namete Kashu ni Narō / Obāchan no Omoide / Jīn to Kandōsuru Hanashi (キャンディーなめて歌手になろう / おばあちゃんの思い出 / ジーンと感動する話)                                    | 30 czerwca 2006      |                  |
| | |                      |                  |
| 48 | Sōnarujō / Yo no Naka Uso Darake (ソウナルじょう / 世の中ウソだらけ) | 7 lipca 2006         |                  |
| | |                      |                  |
| 49 | Nobita na bezludnej wyspie / Dwuwymiarowy aparat fotograficzny Nobita Hyōryūki / Chippoketto Nijigen Kamera (のび太漂流記 / チッポケット二次元カメラ)                                      | 14 lipca 2006        | 21 marca 2014    |
| Nobita na bezludnej wyspie: Nobita postanawia za pomocą tratwy dopłynąć na bezludną wyspę by udowodnić sobie, że jest samodzielny niczym Robinson Crusoe. Doraemon zgadza się z chłopakiem, że każdy w życiu musi przeżyć jakąś przygodę i oferuje mu swoją pomoc. Nobita zgadza się jedynie na użycie pontonu i na nic więcej. Okazuje się, że Doraemon będzie jednak musiał pomóc chłopakowi ale tak by on się o tym nie dowiedział. Dwuwymiarowy aparat fotograficzny : W schowku na podwórku Nobity zaczyna coraz bardziej brakować miejsca. Mama chłopaka postanawia wyrzucić komiksy swojego dziecka jak dotąd tam schowane. Nobita szybko zabiera je do pokoju i prosi o pomoc w ukryciu ich Doraemona. Ten za pomocą "dwuwymiarowego aparatu" zmienia komiksy w dwuwymiarowe zdjęcia. Żeby obiekt wrócił do swojej dawnej postaci wystarczy zalać zdjęcie gorącą wodą. Nobita postanawia wykorzystać aparat do celów zarobkowych. | |                      |                  |
| 50 | Tykająca bomba głupoty / Pamiętnik z wyprzedzeniem Jigen Baka Dan / Arakajime Nikki wa osoroshii (時限バカ弾 / あらかじめ日記はおそろしい)                                                 | 21 lipca 2006        | 19 maja 2014     |
| Tykająca bomba głupoty: Pamiętnik z wyprzedzeniem: | |                      |                  |
| 51 | Potwory do wyboru / Kto kłamie? Pistolet kłamstwa Tsumeawase Obake / Docchi ga Uso ka! Awasēru (つめあわせオバケ / どっちがウソか！アワセール)                                             | 28 lipca 2006        | 20 maja 2014     |
| Potwory do wyboru: Kto kłamie? Pistolet kłamstwa: | |                      |                  |
| 52 | Co knuje ta dwójka? / Przyprawy zmieniające wodę Futarikkiri de Nani Shiteru? / Mizu Kakōyō Furikake (ふたりっきりでなにしてる / 水加工用ふりかけ)                                         | 4 sierpnia 2006      | 21 maja 2014     |
| Co knuje ta dwójka?: Przyprawy zmieniające wodę: | |                      |                  |
| 53 | Bomba równości / Cukierki pomocy na pomoc Byōdō Bakudan / Boku o Tasukeron (ビョードーばくだん / ぼくをタスケロン)                                                                         | 18 sierpnia 2006     | 22 maja 2014     |
| Bomba równości: Cukierki pomocy na pomoc: | |                      |                  |
| 54 | Skupieina / Poduszka snu na jawie Santain / Utsutsu Makura (サンタイン / うつつまくら) | 25 sierpnia 2006     | 3 kwietnia 2014  |
| Skupieina: Poduszka snu na jawie: | |                      |                  |
| S08 | Doraemon, Mirai ni Kaeru ... (ドラえもん、未来に帰る…) | 1 września 2006      |                  |
| | |                      |                  |
| 55 | Doraemon śpiewa / Zabawa zapalniczką Doraemon no Uta / Raitā Shibai (ドラえもんの歌 / ライター芝居)                                                                                        | 8 września 2006      | 4 kwietnia 2014  |
| Doraemon śpiewa: Zabawa zapalniczką: | |                      |                  |
| 56 | Doraemon Kinkyū Tokuban!! Shijō Saidai no Himitsu Dōgu Supesharu (ドラえもん緊急特番!!史上最大のひみつ道具スペシャル)                                                                      | 15 września 2006     |                  |
| | |                      |                  |
| 57 | Co?! Nobita zdobył maksymalną liczbę punktów?! / Diabelska karta Nobita ga Hyakuten Totta / Debirukādo (のび太が百点とった / デビルカード)                                                 | 22 września 2006     | 23 maja 2014     |
| Co?! Nobita zdobył maksymalną liczbę punktów?!: Diabelska karta: | |                      |                  |
| 58 | Zmieniacz wagi / Przywoływacz kosmitów Funwari Zusshiri Mētā / Michi tono Sōgūki (ふんわりズッシリメーター / 未知とのそうぐう機)                                                           | 20 października 2006 | 7 kwietnia 2014  |
| Zmieniacz wagi: Przywoływacz kosmitów: | |                      |                  |
| 59 | Dorompa / Kamisama Robotto ni Ai no Te o! (ドロン葉 / 神さまロボットに愛の手を) | 27 października 2006 |                  |
| | |                      |                  |
| 60 | Zeikin Tori / Tōmei Ningen Megusuri (税金鳥 / とう明人間目ぐすり) | 3 listopada 2006     |                  |
| | |                      |                  |
| 61 | Zakłócacz pewności siebie / Diament pecha Jishin Guratsuki / Akuun Daiya (自信ぐらつ機 / 悪運ダイヤ)                                                                                       | 10 listopada 2006    | 30 czerwca 2014  |
| Zakłócacz pewności siebie: Diament pecha: | |                      |                  |
| 62 | Strzeż się pnączy sprawiedliwości / Miniaturowy balon Osorubeki Seigi Rōpu / Mini Netsukikyū (おそるべき正義ロープ / ミニ熱気球)                                                           | 17 listopada 2006    | 1 lipca 2014     |
| Strzeż się pnączy sprawiedliwości: Nobita po raz kolejny zostaje pobity przez Giana. Wraca do domu cały zapłakany. Doraemon postanawia mu pomóc za pomocą „Nasion sprawiedliwości”. Po ich zasadzeniu wyrastają pnącza pilnujące sprawiedliwości, karząc przy tym ludzi za ich złe zachowanie. Wszystko idzie dobrze dopóki podczas burzy mama chłopaka nie przewraca słoika z nasionami. Na świat przychodzą kolejne zastępy pnączy. Miniaturowy balon: Nobita widzi przez okno lecący w jego stronę szybowiec. Z każdą chwilą jest coraz bliżej. Okazuje się, że jest to nowa zabawka Suneo. Zazdrosny Nobita także chcę mieć coś takiego, prosi o to Doraemona. Na pomoc przybywa Dorami ze swoim balonem. W międzyczasie dzwoni Shizuka. Okazało się, że zostawiła u chłopaka swoją cenną broszkę i chcę po nią przyjść. Nobita oferuje jej, że sam ją przyniesie. Ma w końcu okazję by wykorzystać balon Dorami. | |                      |                  |
| 63 | Czterowymiarowe klocki / Nić połączenia(Tytuł prawdopodobny) Yojigen Tatemashi Burokku / Musubi no Ito (四次元たてましブロック / むすびの糸)                                               | 24 listopada 2006    | 8 lipca 2014     |
| Czterowymiarowe klocki: Nić połączenia: | |                      |                  |
| S9 | Urashima Kyandī / Doraemon to Dorami-chan (ウラシマキャンディー / ドラえもんとドラミちゃん)                                                                                                | 1 grudnia 2006       |                  |
| | |                      |                  |
| 64 | Akuma no Pasupōto / Kawaii Ishikoro (悪魔のパスポート / かわいい石ころ) | 8 grudnia 2006       |                  |
| | |                      |                  |
| S10 | Nobita Man (ノビタマン) | 31 grudnia 2006      |                  |
| | |                      |                  |

## Sezon 3 (2007)
| # | Tytuł | Premiera             | Premiera      |
| --- | --- | -------------------- | ------------- |
| 65 | Budka telefoniczna ,,Co by było gdyby..." / Odzyskać Shizukę cz. I Moshimo Bokkusu / Shizuka-chan o Torimodose (Zempen) (もしもボックス / しずかちゃんを とりもどせ(前編))                       | 12 stycznia 2007     | 9 lipca 2014  |
| Budka telefoniczna ,,Co by było gdyby...": Odzyskać Shizukę cz. I: | |                      |               |
| 66 | Odzyskać Shizukę cz. II/ Urocza Mii Shizuka-chan o Torimodose (Kōhen) / Suteki na Mī-chan (しずかちゃんを とりもどせ(後編) / すてきなミイちゃん)                                                 | 19 stycznia 2007     | 2 lipca 2014  |
| Odzyskać Shizukę cz. II: Nobita ogląda swoją przyszłość na komputerze Doraemona. Widzi tam Shizukę z dzieckiem podobnym do Dekisugiego mimo że miała być jego żoną. Cały przerażony biegnie do Shizuki. Okazuje się, że jest ona u Dekisugiego, po chwili, Nobita jest już u niego. Tam dowiaduje się, że Shizuce imponuje jak Dekisugi wykonuje przeróżne prace domowe. Nobita postanawia wziąć z niego przykład. Doraemon podarowuje mu „fartuch gosposi” by mu w tym jakoś pomóc. W pewnym momencie do ich domu przybywa Dorami. Zauważa, że Doraemon podarował chłopakowi tak naprawdę zwykły fartuch. Dziewczyna zamienia go na ten właściwy. Nobita staje się mistrzem prac domowych. Urocza Mii: Nobita jest zaniepokojony stanem Doraemona, nie je w ogóle swoich ukochanych ciastek tylko ciągle leży rozmarzony. Okazuje się, że kot-robot po raz kolejny zakochał się po uszy jednak wstydzi się zapytać swojej wybranki o chodzenie. Nobita oferuje mu swoją pomoc. Zadowolony Doraemon prowadzi chłopaka do zdobywczyni swojego serca. Na miejscu okazuje się, że wybranka robota jest tak naprawdę zabawką o wyglądzie kota. | |                      |               |
| 67 | Śpiący geniusz, Nobita / Zestaw Robinsona Cruzoe Nemuri no Tensai Nobita / Robinson Kurūsō Sett (ねむりの天才のび太 / ロビンソンクルーソーセット)                                                | 26 stycznia 2007     | 22 lipca 2014 |
| Śpiący geniusz, Nobita: Nobita zasypia na lekcji matematyki. Przez to jest wyśmiewany przez rówieśników i musi znowu słuchać wykładu swojej matki. Z pomocą budki telefonicznej Doraemona sprawia, że ludzie zaczynają go podziwiać za spanie Zestaw Robinsona Cruzoe: Nobita gra z Shizuką w badmintona, ale nie za bardzo mu wychodzi. Widzą to przechodzący w pobliżu Gian i Suneo i go wyśmiewają. Zrozpaczony Nobita prosi Doraemona o gadżet, za pomocą którego mógłby się przenieść na bezludną wyspę. Tym gadżetem jest Zestaw Robinsona Cruzoe. By wypróbować gadżet zaprasza też Shizukę | |                      |               |
| 68 | Atokara Honto Supīkā / Dai Pinchi! Suneo no Tōan (アトカラホントスピーカー / 大ピンチ!スネ夫の答案)                                                                                              | 2 lutego 2007        |               |
| | |                      |               |
| 69 | Sekai Chimbotsu / Kappuru Tesuto Bajji (世界沈没 / カップルテストバッジ) | 9 lutego 2007        |               |
| | |                      |               |
| 70 | Chitei no Kuni Tanken (Zempen) (地底の国探検(前編)) | 16 lutego 2007       |               |
| | |                      |               |
| 71 | Chitei no Kuni Tanken (Kōhen) (地底の国探検(後編)) | 23 lutego 2007       |               |
| | |                      |               |
| S11 | Mōten Boshi / Ōkami Ikka (モーテン星 / オオカミ一家) | 2 marca 2007         |               |
| | |                      |               |
| 72 | Kagami no Nai Sekai (かがみのない世界) | 9 marca 2007         |               |
| | |                      |               |
| 73 | Animacja to bułka z masłem / Czarna dziura Nobity Anime Seisaku Nante Wake Nai yo / Nobita no Burakku Hōru (アニメ制作なんてわけないよ / のび太のブラックホール)                                 | 16 marca 2007        | 10 lipca 2014 |
| Animacja to bułka z masłem: Czarna dziura Nobity: | |                      |               |
| S12 | Mahōtsukai Nobita / Maō no Shiro no Himitsu / Joshō Shin Makai Daibōken (魔法使いのび太 / 魔王の城のヒミツ / 序章・新魔界大冒険)                                                                 | 23 marca 2007        |               |
| | |                      |               |
| S13 | Dziewczynka w czerwonych butach / Szczęki w trawie Akai Kutsu no Onnanoko / Akichi no Jōzu ((赤いくつの女の子 / 空き地のジョーズ)                                                                | 20 kwietnia 2007     | 11 lipca 2014 |
| Dziewczynka w czerwonych butach: Szczęki w trawie: | |                      |               |
| 74 | Wielkie ratowanie Nobity, czyli przygoda życia Nobita Kyūshutsu Kesshi Tanken Tai (のび太救出決死探検隊)                                                                                         | 11 maja 2007         | 16 lipca 2014 |
| Wielkie ratowanie Nobity, czyli przygoda życia: | |                      |               |
| 75 | Pierścień wdzięczności / Zaproś gościa do salonu Arigatāya / Ano Hito wa Ima (アリガターヤ / あの人は居間)                                                                                       | 18 maja 2007         | 18 lipca 2014 |
| Pierścień wdzięczności: Zaproś gościa do salonu: | |                      |               |
| 76 | Dobra wróżka Shizuka / Największa tajemnica Shizuki Majokko Shizu-chan / Shizuka-chan no Kokoro no Himitsu (魔女っ子しずちゃん / しずかちゃんの心の秘密)                                         | 25 maja 2007         | 15 lipca 2014 |
| Dobra wróżka Shizuka: Największa tajemnica Shizuki: | |                      |               |
| 77 | Seigi no Hīrō Sūpā Jaian / Seigi no Hīrō Fukuro Man Sūtsu (正義のヒーロー スーパージャイアン / 正義のヒーロー フクロマン)                                                                        | 1 czerwca 2007       |               |
| | |                      |               |
| 78 | Doraemon Kaimasen ka? / Kyōfu no Jaian Tanjō Bi (ドラえもん飼いませんか? / 恐怖のジャイアン誕生日)                                                                                               | 8 czerwca 2007       |               |
| | |                      |               |
| 79 | Kyōfu no Jaian Tanjō Bi Ritānzu / Jaian ga Makechatta !? (恐怖のジャイアン誕生日 リターンズ / ジャイアンが負けちゃった!?)                                                                        | 15 czerwca 2007      |               |
| | |                      |               |
| 80 | Heta Uma Supurē / Shitenai Chokin o Tsukatchao ! (へたうまスプレー / してない貯金を使っちゃお!)                                                                                                  | 22 czerwca 2007      |               |
| | |                      |               |
| S14 | Kaizoku Dai Kessen 〜Nankai no Rabu Romansu 〜 (海賊大決戦 〜南海のラブロマンス〜) | 29 czerwca 2007      |               |
| | |                      |               |
| 81 | Nobita no Heya no Chiheisen / Tamago no Naka no Shizuka-chan (のび太の部屋の地平線 / たまごの中のしずかちゃん)                                                                                   | 6 lipca 2007         |               |
| | |                      |               |
| 82 | Ninki Sutā ga Makkuro ke (人気スターが真っ黒け) | 13 lipca 2007        |               |
| | |                      |               |
| 83 | Muriyari Asurechikku Hausu / Neko ga Kaisha o Tsukutta nya (むりやりアスレチック・ハウス / ネコが会社を作ったニャ)                                                                               | 20 lipca 2007        |               |
| | |                      |               |
| 84 | Kumo no Naka no Pūru / Sukūpu! Nobita to Himitsu no Dēto (雲の中のプール / スクープ!のび太と秘密のデート)                                                                                        | 27 lipca 2007        |               |
| | |                      |               |
| 85 | Zō to Ojisan (ぞうとおじさん) | 10 sierpnia 2007     |               |
| | |                      |               |
| 86 | Harapeko Goshujin-sama / Mama no Daiya o Nusumidase (腹ペコご主人さま / ママのダイヤを盗み出せ)                                                                                                  | 17 sierpnia 2007     |               |
| | |                      |               |
| 87 | Mirai no Kaimono wa Goyōjin / Doraemon ga Jūbyō ni? (未来の買いものはご用心 / ドラえもんが重病に?)                                                                                               | 31 sierpnia 2007     |               |
| | |                      |               |
| S15 | Doraemon ga Umarekawaru Hi (ドラえもんが生まれ変わる日) | 7 września 2007      |               |
| | |                      |               |
| 88 | Watashi no Jakku o Toranai de / Nobita ga Sodateta Kaguya Hime (私のジャックをとらないで / のび太が育てたかぐや姫)                                                                               | 14 września 2007     |               |
| | |                      |               |
| 89 | Otsukai wa Son Gokū, Zōkingake wa Shinderera / Nobita Sennin ni Naru !? (おつかいは孫悟空、 ぞうきんがけはシンデレラ / のび太仙人になる!?)                                                       | 21 września 2007     |               |
| | |                      |               |
| 90 | Taifū no Fūko (台風のフー子) | 26 października 2007 |               |
| | |                      |               |
| 91 | Pinokio no Hana / Nijūi-sseiki no Otono-sama ((ピノキオの花 / 21世紀のおとのさま) | 2 listopada 2007     |               |
| | |                      |               |
| 92 | Gurume Tēburu Kake / Yukiotoko no Arubaito (グルメテーブルかけ / 雪男のアルバイト) | 16 listopada 2007    |               |
| | |                      |               |
| 93 | Boku Mini Doraemon / Kao ka Chikara ka Aikyū ka (ぼくミニドラえもん / 顔か力かIQか) | 30 listopada 2007    |               |
| | |                      |               |
| S16 | Ōji o Mamore! Densetsu no Dorami San Kenshi (王子を守れ! 伝説のドラミ三剣士) | 7 grudnia 2007       |               |
| | |                      |               |
| S17 | Nobita no Chiisana Chiisana Dai Bōken / Sengoku Jidai no Dora Jizō / Mō Sugu Nezumi-doshi da yo, Doraemon (のび太の 小さな小さな大冒険 / 戦国時代のドラ地蔵 / もうすぐネズミ年だよ、 ドラえもん) | 31 grudnia 2007      |               |
| | |                      |               |